# Krishnan Sasikiran
Krishnan Sasikiran, (nascut el 7 de gener de 1981, a Madràs, Índia), és un jugador d'escacs indi, que té el títol de Gran Mestre des de 2000. El gener de 2007 va esdevenir el segon escaquista de l'Índia que va superar la barrera dels 2700 punts Elo, i el 2009 va passar a formar part del Top 20 mundial. Va fer de segon de Viswanathan Anand al matx pel Campionat del món de 2013.
A la llista d'Elo de la FIDE de l'agost del 2020, hi tenia un Elo de 2647 punts, cosa que en feia el jugador número 5 (en actiu) de l'Índia, el 19è millor jugador de l'Àsia, i el 103è millor jugador del rànquing mundial. El seu màxim Elo va ser de 2720 punts, a la llista de maig de 2012 (posició 27 al rànquing mundial).
|  |

## Resultats destacats en competició
El 1998, va obtenir el títol de Mestre Internacional, i el 2000 el de Gran Mestre.
El 2001, va guanyar el Torneig de Hastings. El desembre d'aquell any, va participar en el Torneig pel campionat del món d'escacs de la FIDE, per sistema K.O., i fou eliminat en segona ronda per Aleksandr Morozévitx.
El 2003, va ser el quart campió d'Àsia individual d'escacs. També el 2003 guanyà la North Sea Cup a Esbjerg (ex aequo amb Luke McShane i Aleksei Dréiev).
El 2004 guanyà el torneig de Vlissingen.
El 2005 va guanyar la 25a edició de l'Obert Vila de Benasc. A finals de 2005, va participar en la Copa del món de 2005 a Khanti-Mansisk, un torneig classificatori per al cicle del Campionat del món de 2007, on tingué una actuació discreta, i fou eliminat en segona ronda per Serguei Rublevski.
El 2006, va guanyar la medalla d'or en els Campionats asiàtics per equips. El febrer del mateix any, quedà empatat al primer lloc amb tres altres jugadors (però fou tercer per desempat, el guanyador fou Baadur Jobava), a l'Aeroflot Open de Moscou, amb una puntuació de 6½/9.
El maig de 2007, va ser segon, a mig punt del campió Vesselín Topàlov, al III Torneig d'escacs M-tel, a Sofia, en què va ser el líder fins a l'última jornada, quan va ser derrotat pel guanyador del torneig, Vesselín Topàlov.
El 2008 va guanyar el Torneig Memorial Najdorf, puntuant 6.5/9	(+4 -0 =5), i la 18a edició del Torneig Internacional de Pamplona, puntuant 5/7 (+3 -0 =4), per damunt de Vladímir Malakhov i Paco Vallejo.
El 2010 Sasikiran va formar part, com a tercer tauler, de l'equip indi que va assolir la medalla de bronze al Campionat del món d'escacs per equips celebrat a Bursa. El mateix any va guanyar el torneig de Vlissingen per segon cop en la seva carrera.
L'agost de 2013 participà en la Copa del Món de 2013, on tingué una actuació regular, i arribà a la segona ronda, on fou eliminat per Serguei Kariakin 1½-2½.
El febrer del 2016 fou 2-8è (setè en el desempat) del 32è Obert Cappelle-la-Grande amb 7 punts de 9, els mateixos punts que Eduardo Iturrizaga, Christian Bauer, Mhamal Anurag, Andrey Vovk, Artur Iussúpov i Kaido Külaots (el campió fou Gata Kamsky). El juliol de 2016 fou campió del XXXVIè Obert Vila de Benasc destacat amb 9 punts de 10 partides, amb una performance de 2800. L'agost de 2016 fou 1-6è (quart en el desempat) del XVIII Obert de Sants amb 8 punts de 10 empatat amb Ma Qun, Wan Yunguo, Jorge Cori, Cristhian Cruz i Jules Moussard.
El desembre de 2018 empatà al segon lloc al 5è Festival d'Escacs Sunway de Sitges amb 7'5 punts sobre 10, mig per sota del campió, Àlvar Alonso, i empatat amb altres forts GMs.